# Модель системи безпеки з повним перекриттям
Модель системи безпеки з повним перекриттям — це найзагальніша модель захисту автоматизованих систем, що базується на тому, що система безпеки повинна мати принаймні один засіб, що забезпечує безпеку будь-якого потенційного каналу витоку інформації.

## Методика опису системи
Крок 1.  Повністю перелічити всі об'єкти системи, що підлягають захисту від впливів порушника на інформаційну систему.
На даному етапі точно визначають кожну область, яка потребує захисту. Так формується набір об'єктів O.
Крок 2.  Повністю перерахувати всі можливі варіанти дій зловмисників, тобто вказати всі потенційні загрози інформації.
З кожним об'єктом захисту, визначеним на кроці 1, пов'язують дії, які може зробити порушник, щоб отримати несанкціонований доступ до інформації в системі. Так формується набір загроз інформаційної безпеки T.
Крок 3.  Визначити в кількісному вираженні заходи відповідної загрози для кожного зазначеного раніше об'єкта.
Кожна загроза, позначена на кроці 2, має ймовірність появи, що і визначається на даному етапі. Таким чином, у результаті утворюється двудольний граф, де ребро (ti,проj) означає, що загроза ti дозволяє отримати доступ до об'єкта проj. При цьому слід пам'ятати, що кожна загроза може наражати на небезпеку одразу кілька об'єктів, а також кожен об'єкт може піддаватися впливу декількох загроз.
Крок 4.  Сформувати засоби захисту інформації в системі.
Мета засобів захисту - створити бар'єр для доступу до інформації по кожному ребру графу. Так формується набір засобів забезпечення захисту інформації M. Один і той же засіб безпеки може захищати декілька об'єктів і протистояти кільком загрозам.
Крок 5.  Визначити в кількісному вираженні міри можливості протидії. Якщо ці заходи перевищують рівень загрози, то така система захисту вважається достатньою.
Двудольний граф перетворюється в тридільна за рахунок появи набору M. Набір M, деякою мірою, забезпечує опір лиходійної дій. При цьому в графі ребро (ti,oj) позначає незахищений об'єкт. На даному етапі також визначають ступінь захищеності системи за рахунок зіставлення кожній дузі вагового кількісного коефіцієнта.

## Різновид моделі
Модель системи розмежування доступу до ресурсів системи називають різновидом моделі з повним перекриттям. 
До одним і тим же ресурсів можуть звертатися кілька користувачів, при цьому, якщо ресурси вимагають захисту, то доступ до них здійснюється лише за наявності у користувача повноважень на це. 

## Недоліки
Дана модель має деякі суттєві недоліки:
1. На практиці часто досить складно визначити всі шляхи злочинних дій по відношенню до системи, що погіршує адекватність результатів дій по даній моделі;
2. Відсутність ребра (ti,oj) не означає, що система повністю захищена;
3. Не враховуються витрати на захист системи і отримуваний від цього ефект.